# Maramandougou
Maramandougou è un comune rurale del Mali facente parte del circondario di Kangaba, nella regione di Koulikoro.